# Ottati
Ottati är en ort och kommun i provinsen Salerno i regionen Kampanien i Italien. Kommunen hade 606 invånare (2017).